# Celestyn (minerał)

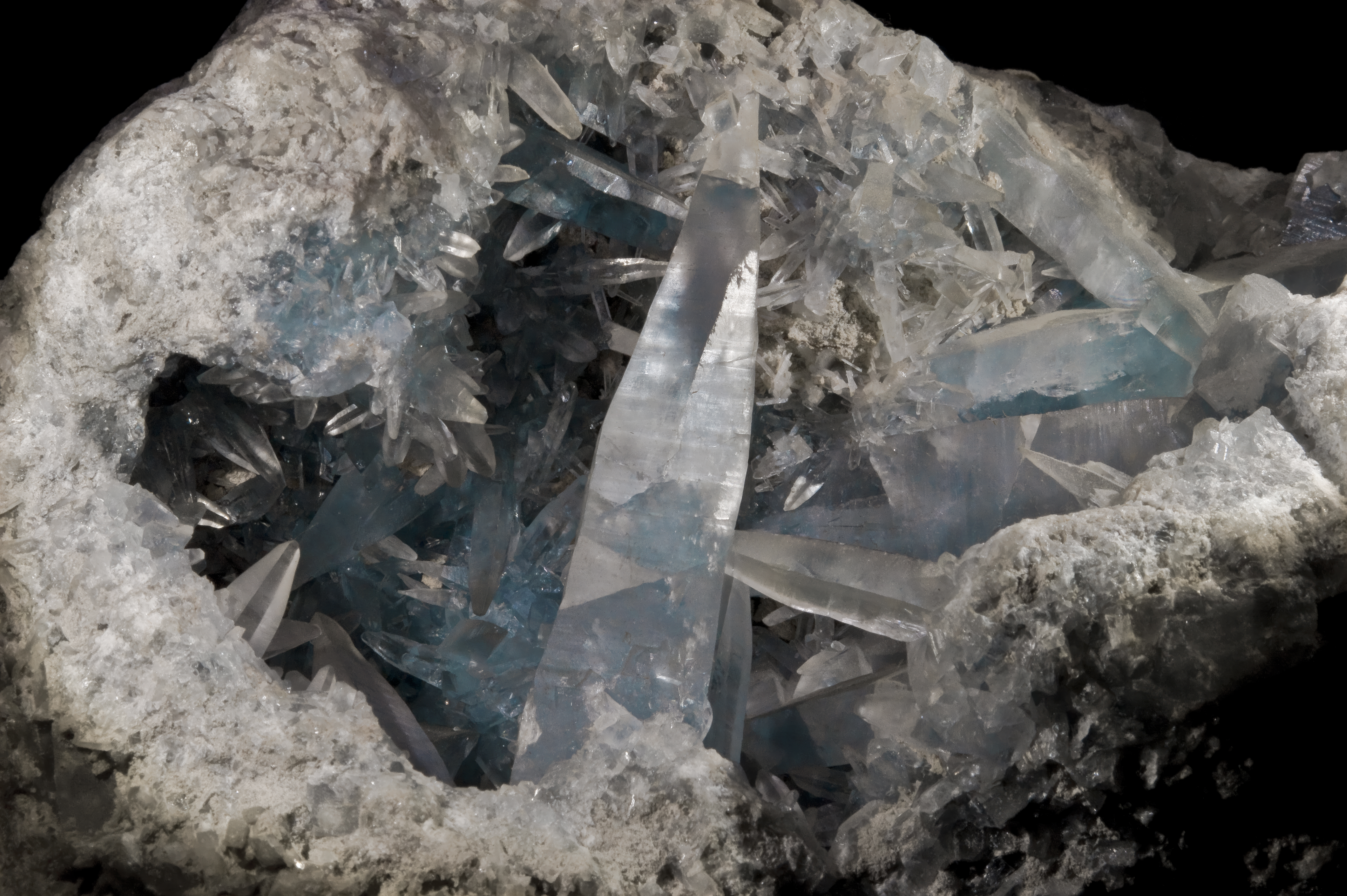

Celestyn – minerał z grupy siarczanów. Jest dość pospolity i szeroko rozpowszechniony.
Nazwa pochodzi od caelum (łac.) = niebo, w nawiązaniu do pierwszego znalezionego okazu.

## Właściwości
Celestyn jest spotykany w postaci bezbarwnych, mlecznych, białych, żółtych, pomarańczowych lub bladoniebieskich kryształów o pokroju słupkowym, tabliczkowym oraz drobnoziarnistych, zbitych, ziarnistych, blaszkowych, kulistych (o charakterze konkrecji) skupień. Dobrze wykształcone kryształy tworzą się w geodach i druzach w postaci szczotek krystalicznych. Jest izostrukturalny z anglezytem i barytem. Jest kruchy i przezroczysty.

## Występowanie
Powstaje w wyniku niskotemperaturowych procesów hydrotermalnych – zwykle w osadach morskich. Jest spotykany w żyłach kruszcowych (z galeną, sfalerytem), w pęcherzach pogazowych wulkanitów, w kalderach i kraterach wulkanicznych. Często towarzyszy złożom siarki, gipsu, kalcytu, aragonitu, dolomitu.
Miejsca występowania: Namibia, Madagaskar – niebieskie o długości ponad 10 cm, Włochy – (Sycylia), Wielka Brytania, Czechy, Kanada, USA – największe kryształy (do 75 cm i 2–3 kg wagi) pochodzą z wyspy South Bass (jezioro Erie) w stanie Ohio.
W Polsce znaleziony w okolicach Tarnobrzega (towarzyszy siarce), na Kujawach (w solach potasowo-magnezowych), w okolicach Zamościa, Opola, Kazimierza Dolnego.

## Zastosowanie
- stanowi główne źródło otrzymywania strontu
- szlifuje się go tylko dla kolekcjonerów – większość materiału nadającego się do szlifowania występuje w Namibii.
- jest stosowany do produkcji sztucznych ogni oraz:
  - w przemyśle szklarskim
  - w przemyśle ceramicznym
  - wykorzystywany w pirotechnice
  - w energetyce jądrowej
  - do produkcji farb
  - do produkcji baterii elektrycznych